# جائزة البرازيل الكبرى 1991
جائزة البرازيل الكبرى 1991 هو سباق فورمولا 1 أقيم بتاريخ 24 مارس 1991 في حلبة جوزيه كارلوس بيس للسيارات، البرازيل. كان الثاني من أصل 16 في بطولة العالم لسباقات الفورمولا واحد موسم 1991. حلّ البرازيلي آيرتون سينا أولا بينما جاء الإيطالي ريكاردو باتريس في المركز الثاني وحصل على المركز الثالث النمساوي غيرهارد بيرغر.